# لار
لار شهری از توابع بخش مرکزی و مرکز شهرستان لارستان در جنوب شرقی استان فارس است که در فاصلهٔ ۳۳۰ کیلومتری جنوب شرقی شهر شیراز و ۱۹۰ کیلومتری شمال غرب بندرعباس قرار دارد. شهر لار مرکز منطقه لارستان بزرگ است. این شهر در سرشماری نفوس و مسکن سال ۱۳۹۵ جمعیتی برابر با ۶۲٬۰۴۵ نفر داشته و از این جهت نهمین شهر پرجمعیت استان فارس و پنجمین شهر پرجمعیت نیمهٔ جنوبی استان به‌شمار می‌رود. بر مبنای آخرین داده‌های سیستم اطلاعات جغرافیایی بیشترین درازای شهر لار ۱۰ کیلومتر در جهت جنوب غربی به شمال شرقی است.
از کهن‌ترین اثر باستانی شهر لار می‌توان به قلعه اژدهاپیکر اشاره کرد که قدمت آن دست‌کم به زمان هخامنشیان برمی‌گردد.
مردم شهر لار به زبان لارستانی (اچمی) تکلم می‌کنند. این زبان از شاخه زبان‌های ایرانی جنوب غربی است.مردم شهر لار باورهای عمیق دینی خود را حفظ کرده‌اند و به آن پایبند هستند.
بر اساس افسانه‌های قدیمی یکی از پهلوانان اساطیری ایران فردی به نام گرگین میلاد بوده است. این فرد شهری را در ایران پایه‌گذاری می‌کند که با الهام از نام او «لاد» نامیده می‌شود. بر طبق افسانه‌های ایرانی، این شهر به مرور زمان با عنوان شهر لار شناخته می‌شود. اما در متون تاریخی اولین بار در قرن هشتم هجری از شهری به نام لار یاد شده است. حمدالله مستوفی اولین نفری است که از این شهر یاد کرده است. او شهر لار را شهری در کنار دریا توصیف کرده که ساکنین آن مسلمان بوده و تجارت در آن رونق داشته است. هم‌زمان با او ابن بطوطه نیز از سفر خود به این شهر در سال ۷۳۰ هجری قمری گفته است. او نیز این شهر را شهری آباد با باغ‌های فراوان و بازارهای پررونق توصیف کرده است.
پس از زلزله شهر لار در سال ۱۳۳۹ مسئولان وقت، ساخت شهر جدیدی در فاصله ۴ کیلومتری از شهر قدیم را آغاز کردند. با توجه به تخریب ۷۰ درصدی شهر لار بر اثر زلزله این تصمیم کاملاً درست بود. در همین راستا برای پیشگیری از خطرات احتمالی، شهر جدید با ساختاری بدون کوچه و بن‌بست طراحی شد. به عبارت دیگر شهر جدید لار با خانه‌های کم‌ارتفاع مقاوم در برابر زلزله و خیابان‌های متقاطع به شهری مقاوم در برابر زلزله تبدیل شد و به تنها شهر بدون کوچه در خاورمیانه شهرت یافته است.
علیرغم ساخت شهر جدید با امکانات مناسب برخی از اهالی شهر زندگی در شهر قدیم را انتخاب کردند. البته وجود بناهای تاریخی با ارزشی چون بازار قیصریه نیز در این تصمیم تأثیرگذار بود. ولی برخی مردم در همان خانه‌های قدیمی و حتی کاهگلی خود ماندگار شدند. در نتیجه در حال حاضر زندگی در هر دو بافت قدیم و جدید جریان دارد. شهر قدیم به محله‌های مختلفی تقسیم شده بود که برخی از آنها هنوز از بین نرفته‌اند. محله نو، پیر غیب، دم گاله، درویشان، سبزکوی، قنبرعلی بیگی، کوریچان، کوهوویه، پاقلعه و آردفروشان از جمله محله‌های این شهر هستند.

## نام
بر اساس آنچه در اسطوره‌ها و افسانه‌های قدیم ایران زمین آورده‌اند، گرگین میلاد از پهلوانانِ باستان، بنیان‌گذار شهری بود که با مشتق‌گیری از نام او احتمالاً به لاد شهرت یافت و این نام بعدها به لار دگرگون شد.
طبق روایات افسانه‌ای موجود، پس از گرگین میلاد فرزندان آن پهلوان افسانه‌ای، نسل اندر نسل به حکومت این منطقه منصوب شده‌اند و تا سال ۱۰۱۵ ق، حکومتشان زیر لقای شاهان ایران بر جای بوده است.

### باغ نشاط

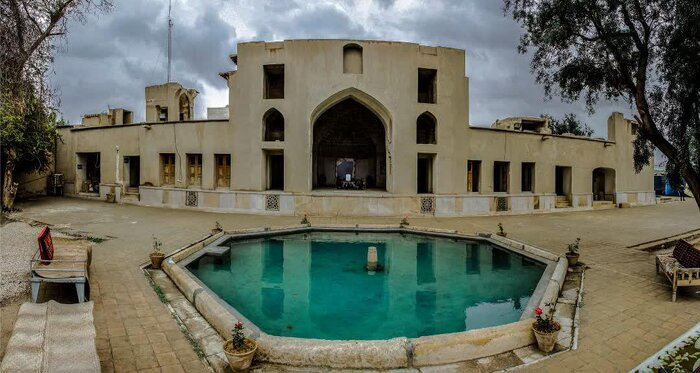
باغ نشاط لار

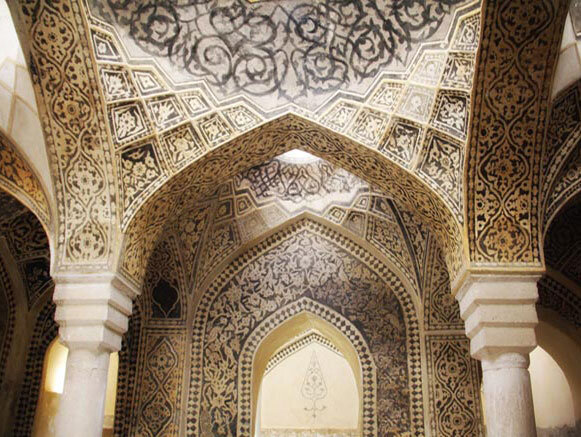
حمام باغ نشاط لار

### بازار قیصریه

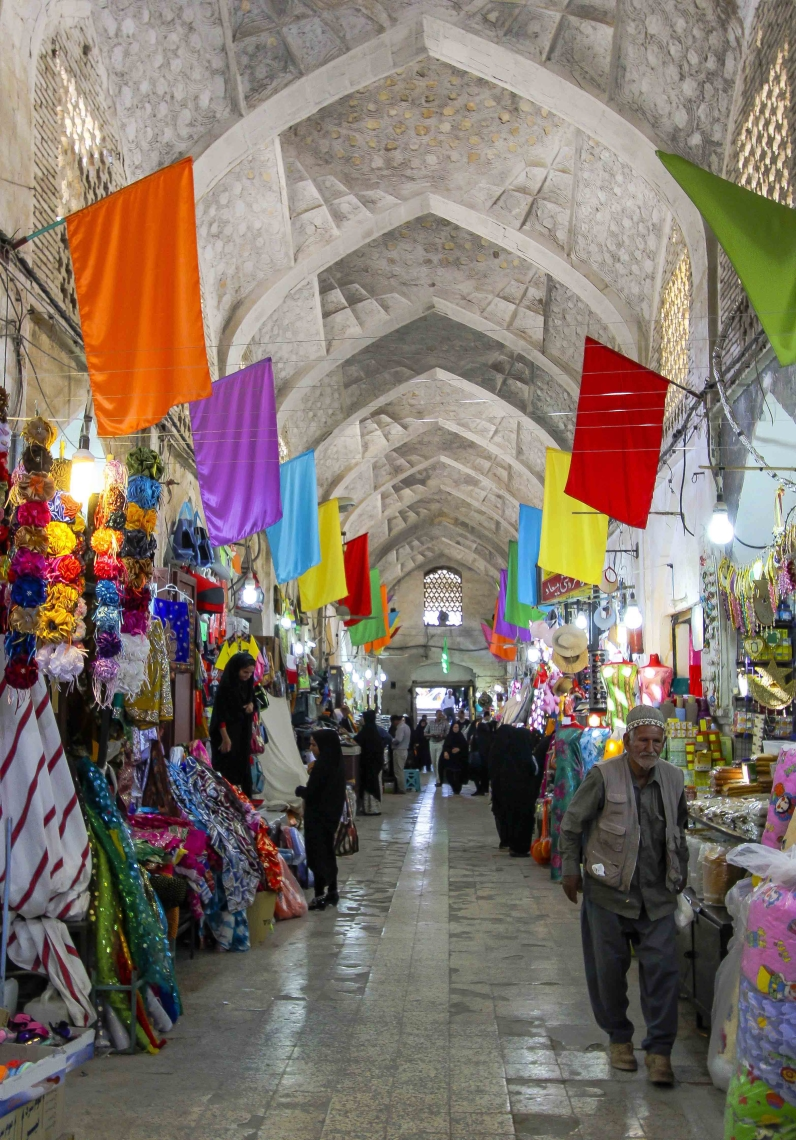
بازار قیصریه لار نمای داخل

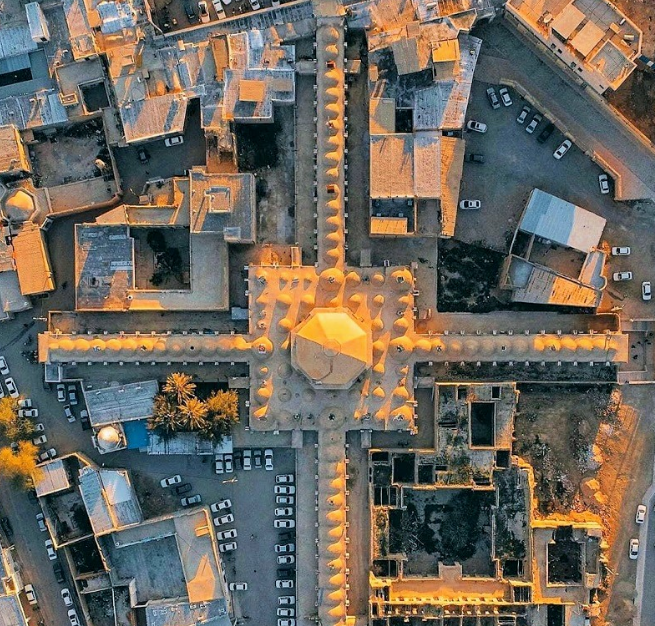
بازار تاریخی قیصریه لار

### قلعه اژدهاپیکر

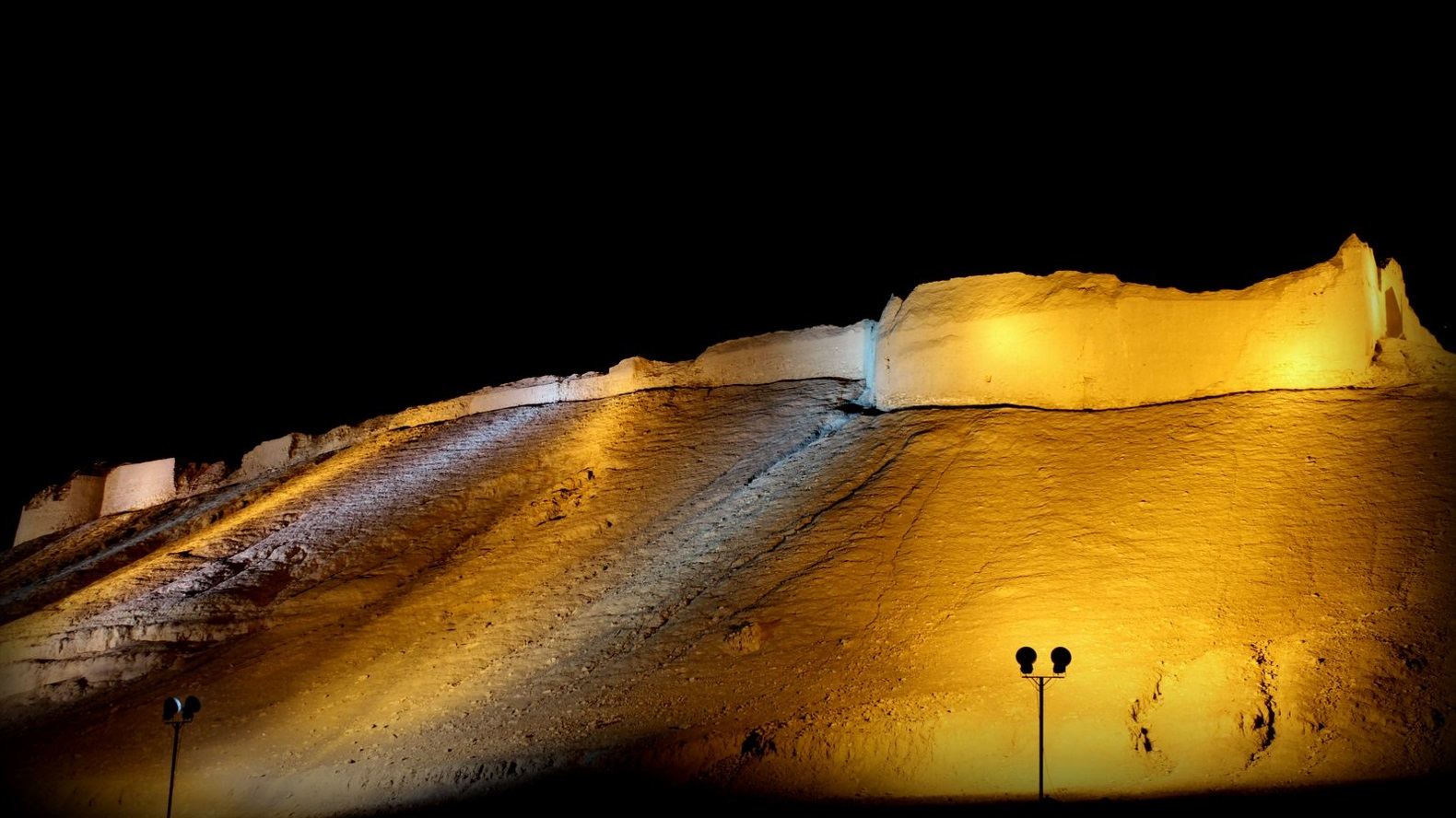
قلعه اژدها پیکر در شب

## تاریخ

آب انبار معتمد در لار

تأسیس لار کنونی در اواخر قرن ششم قمری بیان شده است و ذکری از آن تا قرن هفتم و هشتم قمری به میان نیامده است. اولین بار منابع قرن هشتم هجری از جمله حمدالله مستوفی از لار خبر داده است. بندرلنگه، بندر گمبرون (بندرعباس)، بستک و بحرین در زمان صفویان جزئی از لارستان بوده‌اند.
ساکنان بومی بحرین هنوز هم بعد از سالها، به زبان لارستانی تکلم می‌کنند.
لارستان در دوره صفویه ولایتی مهم و وسیع در جنوب فارس بوده و سکه تجاری مخصوص خود را ضرب می‌کرده است.
منطقه لارستان در دوره صفویه، از حکومت مرکزی جدا بوده و گمرکات جنوب (بندرعباس و قشم) را در اختیار داشته است. شاه عباس صفوی با کمک حاکم کرمان و شیراز، لارستان را پس از محاصره طولانی تصرف می‌کند. بازار قیصریه لار را دیده و به تقلید از این بازار، بازار بزرگ اصفهان را می‌سازد. پس از تصرف لار، بندر گمبرون و گمرکات جنوب را تصرف کرده و به همین دلیل اسم بندر گمبرون به بندرعباس تغییر می‌کند.
فرهنگ و زبان لارستانی تأثیر زیادی بر مناطق جنوب و کشورهای حاشیه خلیج فارس داشته و زبان لارستانی در این مناطق با لهجه‌های گوناگون تکلم می‌شود. مردم و حاکمان عرب امارات متحده عربی ریشه لارستانی دارند.

### راه‌های باستانی
وجود راه‌های باستانی که از فیروزآباد و اسطخر از طریق خنج، و علامرودشت و فال و اسیر به طرف بندر باستانی سیراف، و جنوب می‌رفته است و آثار آن بر جای مانده در این مسیر، از نشانه‌های وجود فرهنگ و تمدن پیش از اسلام در این منطقه است.

### بناهای تاریخی
مهم‌ترین بنای تاریخی این شهرستان، بازار قیصریه لار می‌باشد که به مادر بازارهای ایران مشهور است. از جمله بناهای تاریخی پیش از اسلام در لارستان قلعه اژدها پیکر و برج ننه نادر در لار اشاره کرد.
آثار تاریخی
| آثار ثبت ملی شهر لار | آثار ثبت ملی شهر لار        | آثار ثبت ملی شهر لار | آثار ثبت ملی شهر لار | آثار ثبت ملی شهر لار | آثار ثبت ملی شهر لار | آثار ثبت ملی شهر لار | آثار ثبت ملی شهر لار | آثار ثبت ملی شهر لار |
| ردیف                 | نام بنا                     | کشور                 | استان                | شهر                  | کاربری               | قدمت                 | شماره ثبت            | تاریخ ثبت            |
| -------------------- | --------------------------- | -------------------- | -------------------- | -------------------- | -------------------- | -------------------- | -------------------- | -------------------- |
| ۱                    | بازار قیصریه                | ایران                | فارس                 | لار                  | تجاری                | اسلامی               | ۳۱۵                  | ۱۳۱۷/۰۸/۲۱           |
| ۲                    | باغ نشاط                    | ایران                | فارس                 | لار                  | باغ                  | افشاریه              | ۹۷۳                  | ۱۳۵۳/۰۵/۱۳           |
| ۳                    | قلعه اژدها پیکر             | ایران                | فارس                 | لار                  | نظامی                | ساسانی               | ۱۰۵۰۷                | ۱۳۸۲/۰۸/۰۲           |
| ۴                    | خانه محمودی                 | ایران                | فارس                 | لار                  | مسکونی               | زندیه                | ۸۶۷۸                 | ۱۳۸۲/۰۳/۱۰           |
| ۵                    | دهن شیر چهاربرکه            | ایران                | فارس                 | لار                  | آب انبار             | صفویه                | ۱۲۷۰۳                | ۱۳۸۴/۰۵/۱۹           |
| ۶                    | حمام میر در                 | ایران                | فارس                 | لار                  | حمام                 | صفویه                | ۱۲۷۴۰                | ۱۳۸۴/۰۵/۱۹           |
| ۷                    | حمام پیر غیب                | ایران                | فارس                 | لار                  | حمام                 | قاجاریه              | ۱۲۷۳۳                | ۱۳۸۴/۰۵/۱۹           |
| ۸                    | پیر سرخ                     | ایران                | فارس                 | لار                  | آرامگاه              | صفویه                | ۳۴۲۴                 | ۱۳۷۹/۱۲/۲۵           |
| ۹                    | پیر زاویه                   | ایران                | فارس                 | لار                  | آرامگاه              | صدر اسلام            | ۱۲۷۳۹                | ۱۳۸۴/۰۵/۱۹           |
| ۱۰                   | دهن شیر و آب انبار معتمد    | ایران                | فارس                 | لار                  | آب انبار             | قاجاریه              | ۱۰۵۰۵                | ۱۳۸۲/۰۸/۰۲           |
| ۱۱                   | کاروانسرای معتمد            | ایران                | فارس                 | لار                  | کاروانسرا            | قاجاریه              | ۲۳۳۶۶                | ۱۳۸۷/۰۶/۱۸           |
| ۱۲                   | کاروانسرای نو               | ایران                | فارس                 | لار                  | کاروانسرا            | صفویه                | ۱۶۱۹                 | ۱۳۵۷/۰۴/۲۶           |
| ۱۳                   | چهار برکه بگال ۱            | ایران                | فارس                 | لار                  | آب انبار             | قاجاریه              | ۱۲۷۲۳                | ۱۳۸۴/۰۵/۱۹           |
| ۱۴                   | چهار برکه بگال ۲            | ایران                | فارس                 | لار                  | آب انبار             | قاجاریه              | ۱۲۷۲۴                | ۱۳۸۴/۰۵/۱۹           |
| ۱۵                   | برکه آقا                    | ایران                | فارس                 | لار                  | آب انبار             | صفویه                | ۱۳۲۵                 | ۱۳۵۵/۱۰/۰۶           |
| ۱۶                   | برکه فرودگاه                | ایران                | فارس                 | لار                  | آب انبار             | قاجاریه              | ۱۲۷۰۴                | ۱۳۸۴/۰۵/۱۹           |
| ۱۷                   | برکه سید جعفر ۱ و ۲         | ایران                | فارس                 | لار                  | آب انبار             | اسلامی               | ۱۳۲۶                 | ۱۳۵۵/۱۰/۰۶           |
| ۱۸                   | برکه قنبرعلی بیگ            | ایران                | فارس                 | لار                  | آب انبار             | صفویه                | ۱۲۷۶۲                | ۱۳۸۴/۰۵/۱۹           |
| ۱۹                   | آب انبار مدرسه              | ایران                | فارس                 | لار                  | آب انبار             | قاجاریه              | ۱۲۷۱۵                | ۱۳۸۴/۰۵/۱۹           |
| ۲۰                   | آب انبار آرد فروشان         | ایران                | فارس                 | لار                  | آب انبار             | صفویه                | ۱۲۷۰۰                | ۱۳۸۴/۰۵/۱۹           |
| ۲۱                   | آب انبار بازار کهنه         | ایران                | فارس                 | لار                  | آب انبار             | قاجاریه              | ۱۲۷۲۱                | ۱۳۸۴/۰۵/۱۹           |
| ۲۲                   | آب انبار باغچه شیخ          | ایران                | فارس                 | لار                  | آب انبار             | صفویه                | ۱۲۷۲۹                | ۱۳۸۴/۰۵/۱۹           |
| ۲۳                   | آب انبار باغ نشاط           | ایران                | فارس                 | لار                  | آب انبار             | قاجاریه              | ۱۲۷۶۴                | ۱۳۸۴/۰۵/۱۹           |
| ۲۴                   | آب انبار پیرغیب             | ایران                | فارس                 | لار                  | آب انبار             | صفویه                | ۱۲۷۰۸                | ۱۳۸۴/۰۵/۱۹           |
| ۲۵                   | آب‌انبار درب شازده           | ایران                | فارس                 | لار                  | آب انبار             | صفویه                | ۱۲۷۱۸                | ۱۳۸۴/۰۵/۱۹           |
| ۲۶                   | آب انبار رضا پور            | ایران                | فارس                 | لار                  | آب انبار             | قاجاریه              | ۱۲۷۵۰                | ۱۳۸۴/۰۵/۱۹           |
| ۲۷                   | آب انبار زیر گز کوریچان     | ایران                | فارس                 | لار                  | آب انبار             | قاجاریه              | ۱۲۷۶۸                | ۱۳۸۴/۰۵/۱۹           |
| ۲۸                   | حسینیه حاج علی وکیل         | ایران                | فارس                 | لار                  | مذهبی                | قاجاریه              | ۱۲۶۹۲                | ۱۳۸۴/۰۵/۱۹           |
| ۲۹                   | ساباط حاج علی وکیل          | ایران                | فارس                 | لار                  | گذر                  | قاجاریه              | ۱۳۷۴۹                | ۱۳۸۴/۰۸/۲۵           |
| ۳۰                   | آب انبار حاجی نظر حاجی ابول | ایران                | فارس                 | لار                  | آب انبار             | قاجاریه              | ۱۲۶۹۷                | ۱۳۸۴/۰۵/۱۹           |
| ۳۱                   | آب انبار تار آباد           | ایران                | فارس                 | لار                  | آب انبار             | قاجاریه              | ۱۲۷۴۷                | ۱۳۸۴/۰۵/۱۹           |

## جغرافیا

### موقعیت جغرافیایی
شهرستان لارستان با مساحتی معادل ۱۲۳۱۱ کیلومتر مربع که حدود ۱۰ درصد از مساحت استان را شامل می‌شود. این شهرستان در جنوب استان فارس و بین نوار ۵۳ درجه و ۸۷ دقیقه تا ۵۵ درجه ۴۴ دقیقه طول شرقی و ۲۷ درجه و ۲۱ دقیقه تا ۲۸ درجه و ۲۱ دقیقه عرض شمالی واقع شده است. این شهرستان از شمال به شهرستان‌های داراب و زرین‌دشت از غرب به جویم، اوز، گراش و لامرد و از شرق و جنوب به استان هرمزگان محدود می‌باشد. به لحاظ تقسیمات سیاسی شهرستان لار در سال ۱۳۹۸ از تعداد ۵ بخش، ۸ شهر و ۱۱ دهستان برخوردار بوده است. شهر لار مرکز این شهرستان می‌باشد. لارستان یکی از بزرگ‌ترین شهرستان‌های فارس از نظر وسعت در استان فارس است و ارتفاع آن به‌طور میانگین ۵۵۰ متر بالاتر از سطح دریا است.

### آب و هوا
لار از نظر آب و هوا جزو مناطق گرم و خشک به‌شمار می‌رود و دارای زمستان‌هایی معتدل و تابستان‌هایی بسیار خشک است.
| آب و هوای لار          | آب و هوای لار | آب و هوای لار | آب و هوای لار | آب و هوای لار | آب و هوای لار | آب و هوای لار | آب و هوای لار | آب و هوای لار | آب و هوای لار | آب و هوای لار | آب و هوای لار | آب و هوای لار | آب و هوای لار |
|                        | ژانویه        | فوریه         | مارس          | آوریل         | مـــــه       | ژوئـن         | ژوئیـه        | اوت           | سپتامبر       | اکتبـر        | نوامبر        | دسامبر        |               |
| ---------------------- | ------------- | ------------- | ------------- | ------------- | ------------- | ------------- | ------------- | ------------- | ------------- | ------------- | ------------- | ------------- | ------------- |
| گرم‌ترین C°             | ۴۰            | ۴۸            | ۴۷            | ۳۹            | ۴۱            | ۴۴            | ۴۷            | ۴۰            | ۴۵            | ۳۹            | ۳۷            | ۳۰            |               |
| میانگین گرم‌ترین‌ها C°   | ۹             | ۱۳            | ۱۷            | ۲۳            | ۲۹            | ۳۴            | ۳۶            | ۳۶            | ۳۲            | ۲۶            | ۱۹            | ۱۳            |               |
| میانگین سردترین‌ها C°   | ۱             | ۳             | ۷             | ۱۲            | ۱۷            | ۲۲            | ۲۴            | ۲۳            | ۱۹            | ۱۳            | ۷             | ۴             |               |
| سردترین C°             | ۱۹            | ۱۳            | ۲۳            | ۱۲            | ۱۶            | ۲۱            | ۱۹            | ۲۰            | ۱۴            | ۱۱            | ۱۷            | ۲۰            |               |
| منبع: وبگاه مای فورکست |               |               |               |               |               |               |               |               |               |               |               |               |               |

## مردم‌شناسی

### جمعیت
شهر لار در سرشماری نفوس و مسکن سال ۱۳۹۵ جمعیتی برابر با ۶۲٬۰۴۵ نفر داشته و از این جهت نهمین شهر پرجمعیت استان فارس و پنجمین شهر بزرگ جنوب استان به‌شمار می‌رود. شهرستان لارستان نیز با ۱۷۳٬۱۸۹ نفر جمعیت، هفتمین شهرستان پرجمعیت استان است. شهر لار بیشترین درصد کاهش جمعیت را در بین ۲۰ شهر پرجمعیت استان دارا می‌باشد.

### زبان
مردم شهر لار به زبان لارستانی که با نام اچمی نیز شناخته می‌شود سخن می‌گویند که از زبان‌های ایرانی جنوب غربی است.

## زلزله
زلزله‌های فراوان لار را ویران کرده است که از۷۰۰ سال پیش تاکنون در تاریخ ثبت شده است. تقریباً هر ۴۵سال یا ۹۰ سال یک بار لار ویران شده است. زلزله قبلی در ۴ اردیبهشت ۱۳۳۹ (۲۴ آوریل ۱۹۶۰ میلادی) با ۶٫۷ ریشتر رخداده است و ۴۵۰ تن در لار، کشته شدند. لار در عصر صفویه به دلیل واقع شدن در جاده تجارتی اصفهان به خلیج فارس از اهمیت زیادی برخوردار بوده است. عصر قاجاریه را در لار می‌توان آرامش قبل از طوفان نامید. با مرگ فتحعلی خان گراشی حاکم قدرتمند منطقه، خلاء قدرت سیاسی در لار نمایان شد و در نهایت منجر به دعوت از آیت‌الله سید عبدالحسین دزفولی نجفی لاری به لار گردید.

## ساختار شهر

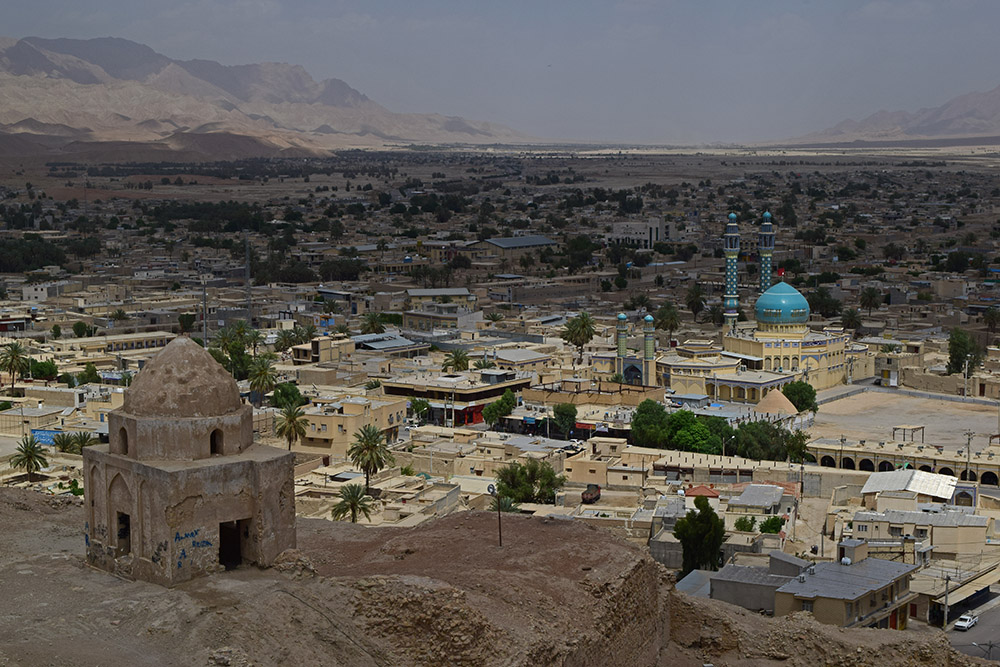
شهر قدیم در کنار برج ننه نادر

### شهر قدیم
بخش قدیمی لار موسوم به شهر قدیم، از محله‌های مختلفی تشکیل می‌شده که هم‌اکنون تعدادی از آن‌ها همچنان پابرجا هستند و تعدادی نیز در زلزلهٔ سال ۱۳۳۹ ش. ویران و به تاریخ پیوستند. نام محله‌های لار قدیم از این قرار بوده است:
- محلهٔ پیر غیب
- محلهٔ نو
- خانه تاریخی نجیب‌زاده در محلهٔ دم گاله به عنوان اثر ملی ثبت شده است.محلهٔ دم گاله
- محلهٔ درویشان
- محلهٔ سبزکوی
- محلهٔ قنبرعلی بیگی
- محلهٔ کوریچان
- محلهٔ کوهوویه (کووبو)
- محلهٔ پاقلعه

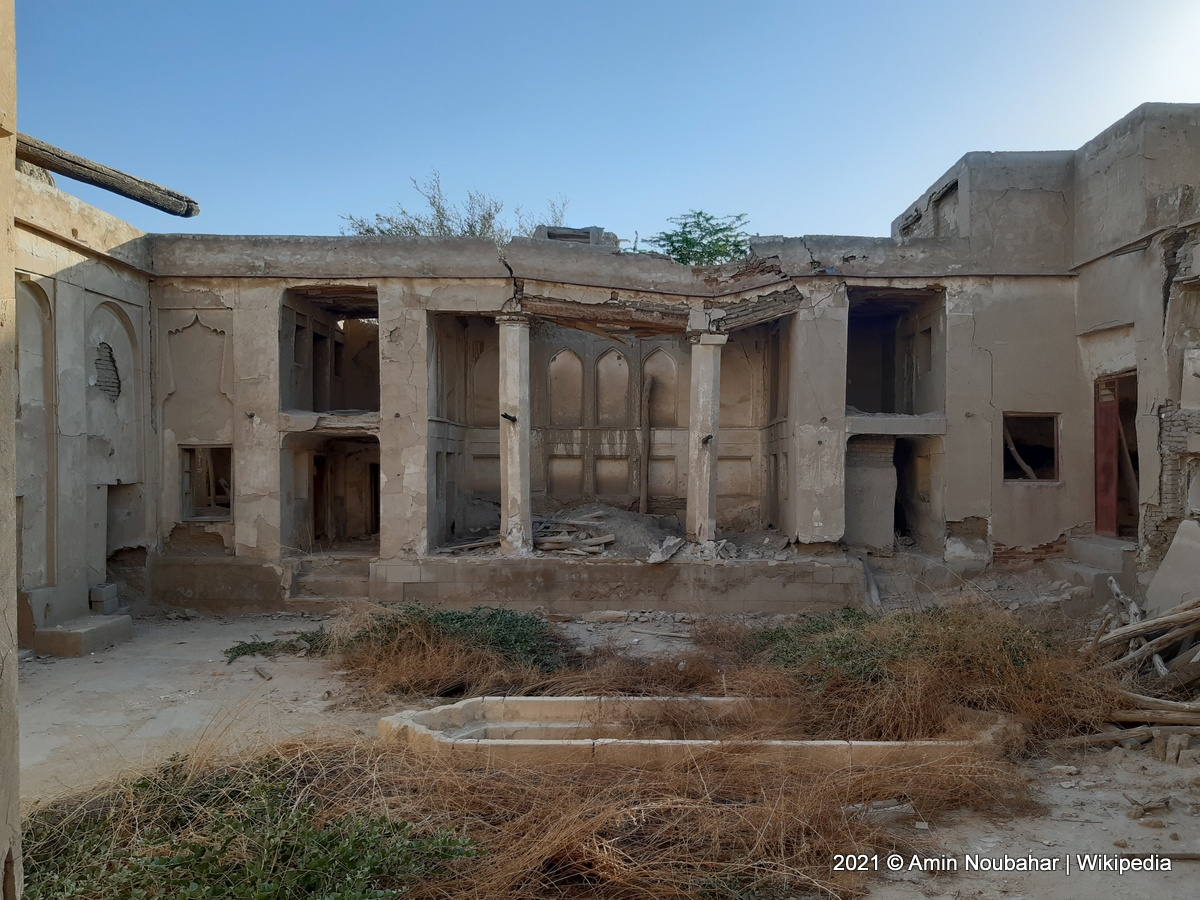
خانه تاریخی نجیب‌زاده در محلهٔ دم گاله به عنوان اثر ملی ثبت شده است.

- محلهٔ آردفروشان (آب‌فروشان یا آفروشو)
- محلهٔ جاشهر (در اثر زلزله ویران شده است)
- محلهٔ گودو (در اثر زلزله ویران شده است)

### شهر جدید
میزان تخریب شهر در زلزلهٔ سال ۱۳۳۹ به‌گونه‌ای بود که مسئولان وقت تصمیم بر ایجاد شهری جدید گرفتند؛ شهر جدید در ۶ کیلومتری جنوب بافت آسیب‌دیده ساخته و تأسیس شد.

## اقتصاد و صنعت

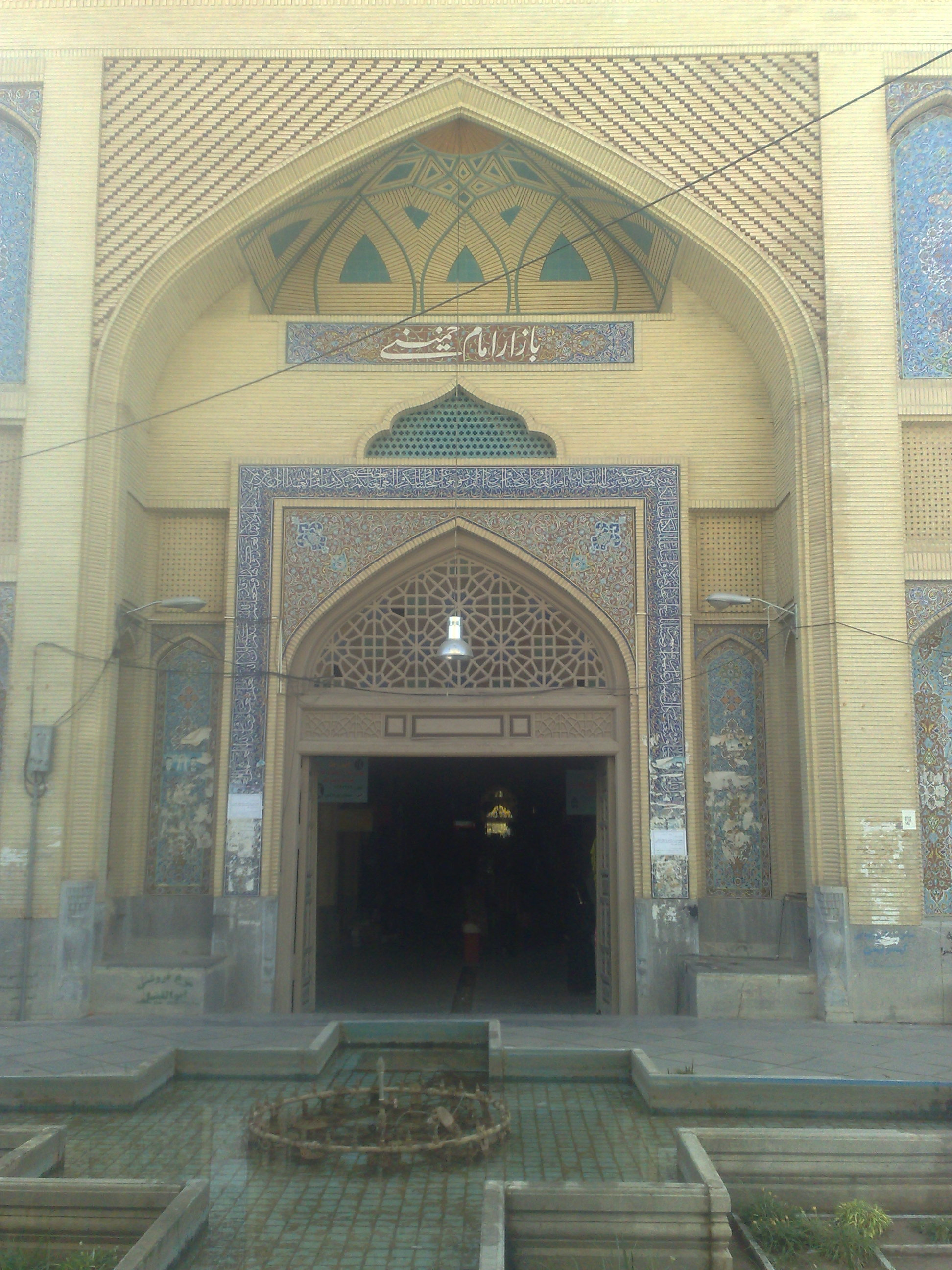
بازار امام خمینی شهر جدید

بازرگانی، صنعت و خدمات پیشهٔ عمدهٔ اهالی لار است و برخلاف عمدهٔ مناطق کشور، کشاورزی و دامپروری به دلایلی چون کم‌آبی، هوای نامساعد و شوری اراضی این شهرستان (به‌ویژه در نواحی جنوبی) در این منطقه رونق چندانی ندارد.
لارستان دارای دو شهرک صنعتی به نام‌های شهرک صنعتی لار با ۱۱۹ هکتار مساحت و شهرک صنعتی بخش بیرم با ۴۲ هکتار و دو ناحیه صنعتی حسن‌لری و پشته‌سنگر شهر لار هرکدام با ۱۳ هکتار مساحت و در مجموع ۱۸۷ هکتار فضای صنعتی است.
لارستان از حیث تعداد واحدهای واگذاری و فعالیت پس از شهرستان شیراز در رده دوم شهرهای استان فارس قرار دارد؛ در شهرک صنعتی شهر لار تا به حال ۱۰۷ واگذاری زمین صورت پذیرفته که از این تعداد ۶۰ واحد دارای پروانه بهره‌برداری، ۲۵ واحد نیمه‌فعال و مابقی در حال ساخت یا تعطیل است. شهرک صنعتی بزرگ شهر لار دارای دو فاز ۶۰ هکتاری است.

## ره‌آورد

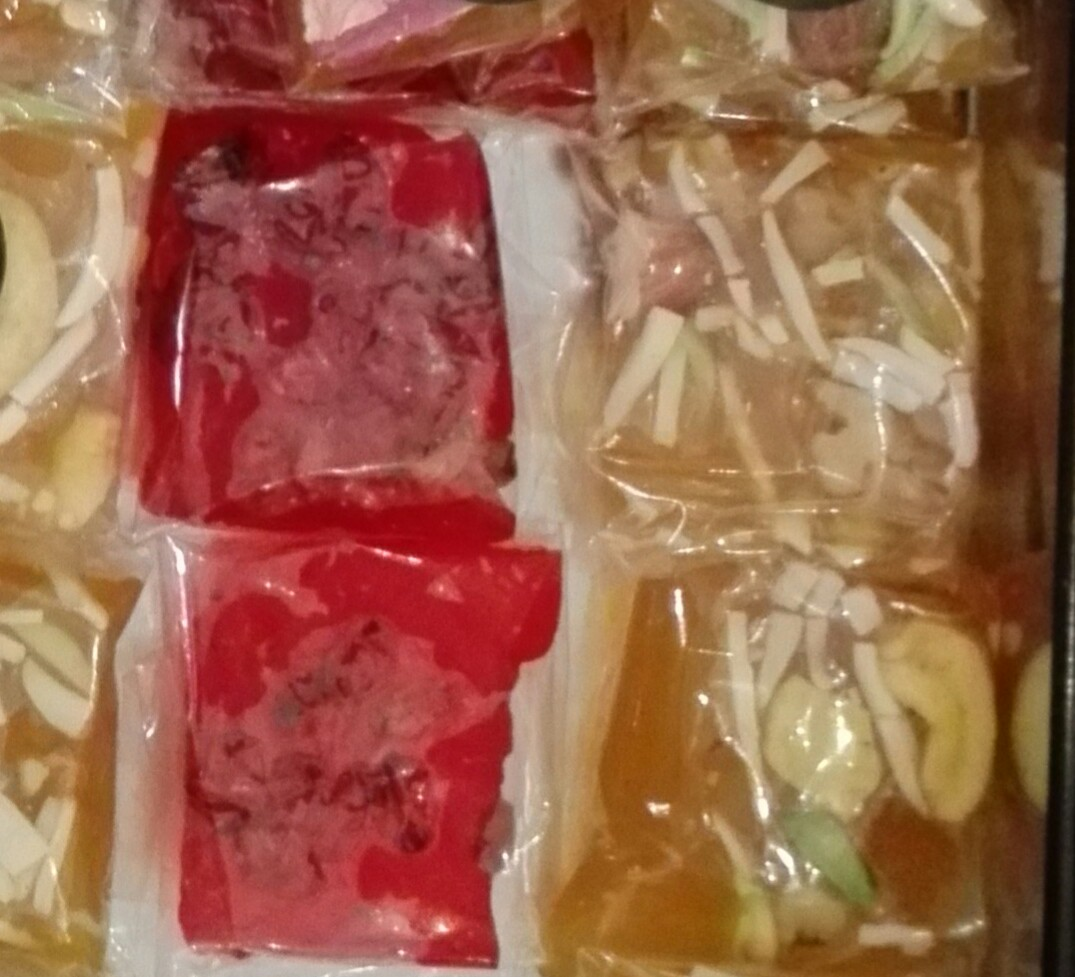
حلوای مسقطی، سوغات لار

- حلوای مسقطی: یکی از معروف‌ترین سوغات لارستان، حلوا مسقطی لاری است. همان‌طور که از نام آن پیدا است، حلوایی است با ترکیبی از نشاسته، روغن، مغز پسته، آرد، شکر و رنگ‌های گیاهی. این حلوا منسوب به یکی از شهرهای عمان بنام مسقط است که تجار لارستانی در سفرهایی که به آن شهر داشتند طرز پخت آن را یادگرفته و به لارستان آوردند. این حلوا هم‌اکنون در بسته‌های زیبا و رنگارنگ و در طعم‌های مختلف به شهرهای دیگر ایران صادر می‌شود.
- کنجه لاری: کبابی بسیار خوش طعم که با ترکیب گوشت (گوساله، گوسفند، مرغ و…) با نوعی ماست تهیه می‌شود و قدمتی چند صد ساله در لارستان دارد.
- مهوه (مهیاوه): نوعی خوراک جنوبی محسوب می‌شود که با تخمیر نوعی ماهی که در اصطلاح محلی به آن «موتو» می‌گویند تهیه می‌شود و همراه با نان و معمولاً روغن زیتون میل می‌شود.
- سس خیارشور: نوعی سس ساندویچ که از ترکیب خیارشور و مایونز و نوعی ادویه خاص که رنگ آن را زرد می‌کند، این نوع سس ساندویچ در تمام ساندویچی‌های لار سرو می‌شود و به نوعی مختص لار و منطقه لارستان بزرگ است.

## دانشگاه‌ها
- مجتمع آموزش عالی لارستان
- دانشکده علوم پزشکی لارستان
- دانشگاه آزاد اسلامی واحد لارستان
- دانشگاه پیام نور لارستان
- مرکز آموزش علمی کاربردی لارستان
- دانشگاه فرهنگیان - پردیس لارستان

## ورزش
تیم‌های لارستانی در ورزش هندبال کشور شناخته شده هستند و در هر دو بخش زنان و مردان فعالیت دارند. تیم هندبال برادران لارستان در سال ۱۳۹۰ موفق به راهیابی به لیگ برتر کشور شد اما در آن زمان به دلیل عدم حمایت مالی از این تیم نتوانست در لیگ برتر بازی کند. باشگاه هندبال شهید چمران لارستان در لیگ برتر هندبال زنان ایران حاضر است. این تیم سابقه قهرمانی لیگ برتر هندبال زنان ایران، شرکت در مسابقات باشگاه‌های آسیا به عنوان نماینده ایران و شرکت در مسابقات قهرمانی هندبال زنان غرب آسیا به عنوان تیم ملی هندبال زنان ایران را دارد.

## ترابری

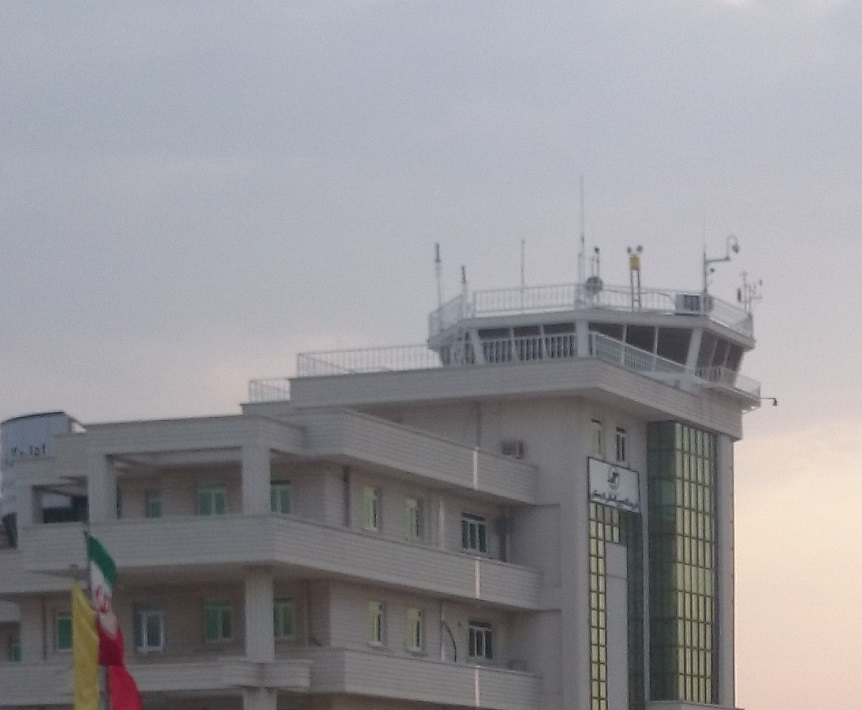
فرودگاه لارستان

### مسیرهای ارتباطی
فاصله این شهر تا شیراز ۳۳۰ کیلومتر، و تا بندرعباس ۱۹۰ کیلومتر است. از لحاظ دسترسی به دریا کوتاه‌ترین مسیر ۱۶۰ کیلومتر است که آن را به بندر پل متصل می‌کند ولی به شکل خط مستقیم این فاصله به ۹۷ کیلومتر تقلیل می‌یابد.

### فرودگاه
فرودگاه آیت‌الله آیت‌اللهی لارستان از سال ۱۳۶۰ فعالیت خود را آغاز کرده است. در حال حاضر پروازهایی به مقاصد تهران، دبی، کویت، مسقط، دوحه و شارجه در این فرودگاه برقرار می‌باشد. این فرودگاه از لحاظ تعداد پروازهای خارجی در جایگاه پنجم کشور قرار دارد.

### راه‌آهن
راه‌آهن لار قطعه‌ای از مسیر راه‌آهن شیراز-بندرعباس می‌باشد که در دست احداث می‌باشد. این مسیر راه‌آهن به‌صورت یک خطه از بندرعباس آغاز و پس از گذر از لار و جهرم در منطقهٔ کوار به راه‌آهن شیراز-بوشهر متصل می‌شود.